# 杜布林基
50°35′10″N 27°18′32″E / 50.58611°N 27.30889°E
杜布林基（烏克蘭語：Дублинки），是烏克蘭北部的村莊，隸屬日托米爾州的茲維亞赫爾區。該村始建於1350年，面積1.34平方公里，海拔高度210米，2001年人口323，人口密度每平方公里240.69人。